# Rowlandius moa
Rowlandius moa är en spindeldjursart som beskrevs av Armas 2004. Rowlandius moa ingår i släktet Rowlandius och familjen Hubbardiidae. Inga underarter finns listade i Catalogue of Life.